# التدهور الديمقراطي حسب البلد

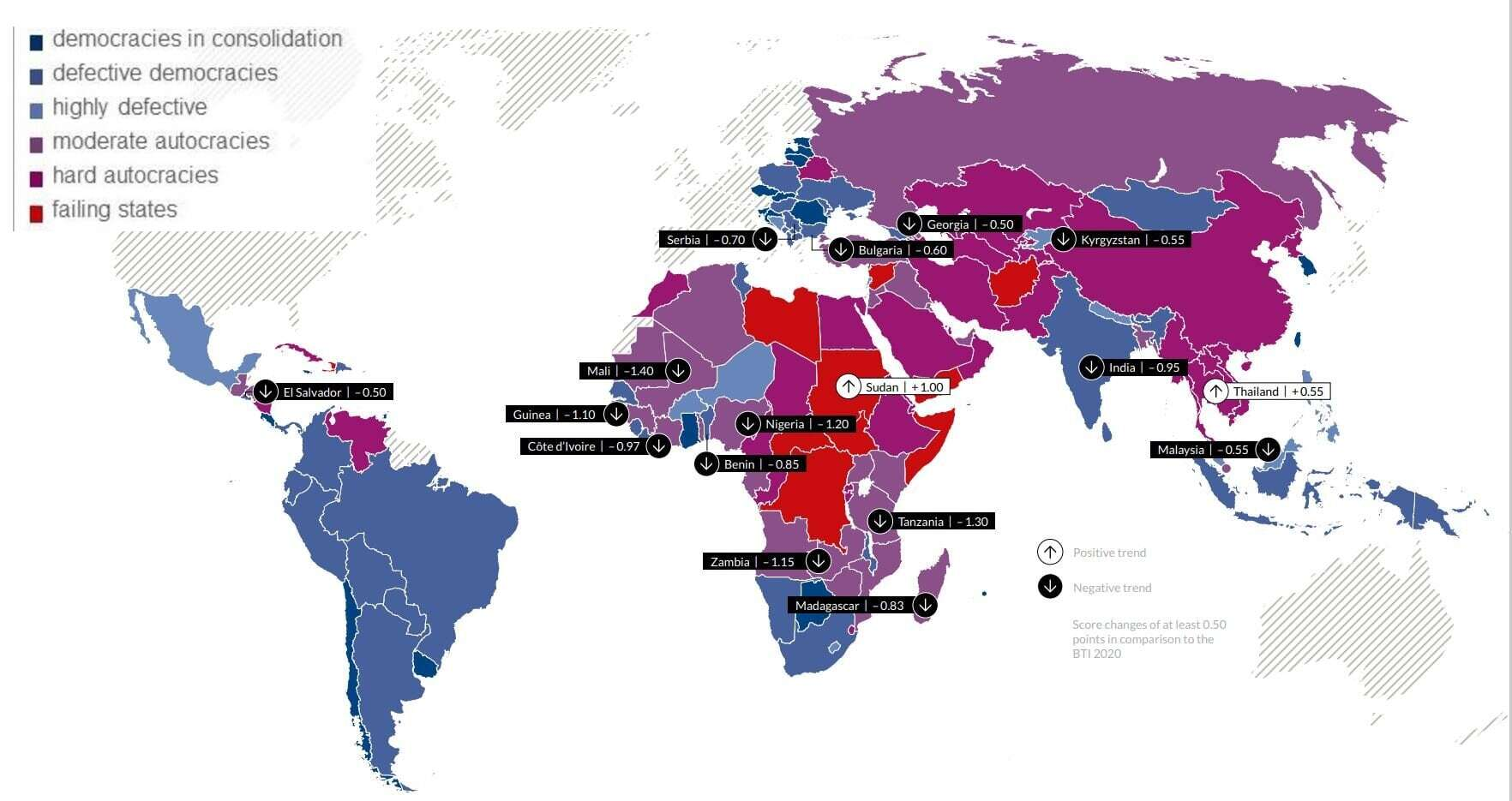
التدهور الديمقراطي حسب البلد.

التدهور الديمقراطي، يعرف أيضًا بالأتقرطة، هو تراجع في السمات الديمقراطية لنظام سياسي.

## أوروبا

### جمهورية التشيك
وصفت الفترة التي تصادف بين عامي 2017 و2021 لزعيم حزب أنو 2011 أندريه بابيش وحليفه، الرئيس ميلوش زيمان، من قبل المحللين شون هانلي وميلادا آنا فاتشودوفا بأنها فترة تدهور ديمقراطي، ولو أن التدهور ذلك كان إلى درجة أقل جذرية من بولندا والمجر. إلا أن أكاديميين آخرين مثل إليزابيث باكي ونيك سيتر قد اعترضوا على ذلك، واصفين هذه الفترة ب فترة «توسع مفاهيمي» وادعوا أن «العوامل الاستثنائية» التي قد توافرت في المجر وبولندا لا تنطبق على جمهورية التشيك.

### جورجيا
اتهم الحزب الحاكم في جورجيا، الحلم الجورجي، بالتدهور الديمقراطي في تقرير يعود إلى عام 2019 صادر من قبل مؤسسة كارنيغي للسلام الدولي بعد فشله في قبول مقترحات إصلاحية انتخابية تمثيلية. اتهم عضوا مجلس الشيوخ الأمريكي جيم ريش وجين شاهين رئيس الوزراء جيورجي جاخاريا بالتدهور الديمقراطي لعدم تطبيقه للإصلاحات. أُصلح النظام الانتخابي في نهاية المطاف قبل الانتخابات البرلمانية الجورجية لعام 2020 بعد التوصل إلى تسوية بين الحكومة الجورجية والمعارضة. جادلت لوليا سابينا جوجا من معهد الشرق الأوسط في اتهامات التدهور الديمقراطي الموجهة ضد الحكومة الجورجية، وذكرت أن «جورجيا كانت تقوم بأداء جيد خلال السنوات الثمان الأخيرة وأن حزب الحلم الجورجي ما يزال على طريق الديمقراطية والإصلاح» ولفتت الأنظار إلى التحسينات الجورجية التي أشار إليها مؤشر تصورات الفساد وحرية التعبير.

### المجر
منذ العام 2010، وصفت المجر في ظل قيادة فيكتور أوربان وحزبه اليميني فيدس – الاتحاد المدني المجري بأنها مثال بارز عن التدهور الديمقراطي. وكما هو الحال في بولندا، يهدد التدخل السياسي من قبل الأفرع التنفيذية والتشريعية الاستقلال المؤسساتي للقضاء. في عام 2012، خفضت الجمعية الوطنية بصورة مفاجئة سن التقاعد للقضاة من 70 حتى 62 عامًا، الأمر الذي أرغم 57 قاضيًا خبيرًا (من بينهم رئيس المحكمة العليا) على التقاعد. وبعد أن حكمت محكمة العدل للاتحاد الأوروبي بأن هذا القرار ينتهك قوانين الاتحاد الأوروبي المتعلقة بالمساواة في السياق التوظيفي، ألغت الحكومة القانون وعوضت القضاة، إلا أنها لم تعد القضاة الذين أرغموا على التقاعد إلى مناصبهم. وركز الإصلاح القضائي لعام 2012 أيضًا إدارة المحاكم تحت إشراف مكتب القضاة الوطني الذي قد أنشئ حديثًا، والذي كان يترأسه في تلك الآونة توندي هاندو (محام متزوج بعضوة بارزة في حزب فيدس – الاتحاد المدني المجري). في ظل هاندو، ضعّف مكتب القضاة الوطني أيضًا مؤسسات الحكم الذاتي القضائي، الأمر الذي أثار ما وصفته جمعية القضاة الأوروبيين ومنظمة العفو الدولية ولجنة هلسنكي المجرية ب «الأزمة الدستورية» ضمن القضاء المجري. وأعرب القضاة المجريون الذين أجرت منظمة العفو الدولية مقابلات معهم عن مخاوفهم حيال الهجمات التي تعرض لها القضاة المستقلون وقضاة السلطة التشريعية من قبل سياسيين وفي وسائل الإعلام. ورفضت الحكومة المجرية الانتقادات الموجهة إلى سجلها حول القضايا الديمقراطية.
وفقًا لتقرير يعود إلى العام 2020 أصدره معهد في ديم في جامعة غوتنبيرغ، أصبحت المجر بحلول العام 2019 أول دولة عضو في الاتحاد الأوروبي تتحول إلى نظام استبدادي. وفي تقرير فريدوم هاوس السنوي، تدهور التقييم الديمقراطي للمجر ل 10 سنوات متتالية. وخفضت منزلة تصنيفها من «ديمقراطية» إلى «نظام انتقالي أو هجين» في عام 2020، وكانت المجر أيضًا أول دولة عضو في الاتحاد الأوروبي تصنف بأنها «حرة جزئيًا» (في عام 2019). يذكر تقرير المنظمة لعام 2020 أن «حكومة أوربان في المجر قد أسقطت بصورة مماثلة أي زعم حول احترام المؤسسات الديمقراطية». ووصف تقرير أيضًا نشر في عام 2018 في مجلة جورنال أوف ديموكراسي المجر أيضًا بأنها نظام هجين. وتراجعت المجر مؤخرًا أيضًا في حمايتها لحقوق المثليين في المجر، إذ سنت قانونًا شبيهًا بقانون المادة 28. 
في شهر يوليو من عام 2021، أشارت بيانات مسربة حصل عليها مشروع بيغاسوس إلى أنه من المحتمل أن تكون الحكومة المجرية قد استخدمت برنامج التجسس بيغاسوس الذي تصدره مجموعة إن إس أو لاستهداف صحافيي المعارضة. وأقر موظفون مجريون بشرائهم لبرنامج التجسس، إلا أنهم أشاروا إلى أنهم قد حصلوا على الإذن من المحاكم أو من وزارة العدل في كل قضية استخدم فيها البرنامج.

### مقدونيا الشمالية
وصف رئيس وزراء مقدونيا نيكولا غرويفسكي رئيس حكومة منظمة الداخلية المقدونية الثورية - الحزب الديمقراطي للوحدة الوطنية المقدونية، التي كانت حاكمة بين عامي 2006 و2016، بأنه قد لعب دورًا في التدهور الديمقراطي. وفي أعقاب مغادرته لمنصبه كجزء من اتفاقية برزينو، قوضي غرويفسكي بتهمة التنصت الهاتفي على مئات الموظفين المقدونيين، الأمر الذي دفع مناصريه إلى العنف وسوء السلوك الانتخابي. في نهاية المطاف فر غرويفسكي من البلاد ومنح لجوءًا سياسيًا في المجر.

### بولندا
في الحالة البولندية، ذكرت المفوضية الأوروبية في شهر ديسمبر من عام 2017 أن برلمان بولندا كان قد تبنى خلال السنتين السابقتين «13 قانونًا تؤثر على كامل بنية النظام القضائي في بولندا» مع «النموذج السائد الذي يتيح بصورة ممنهجة للفرعين التنفيذي والتشريعي أن يتدخلا سياسيًا في تشكيل الفرع القضائي وصلاحياته وإدارته ووظيفته». في شهر شباط من عام 2020، وصفت نائبة رئيس المفوضية الأوروبية للقيم والشفافية، فيرا جوروفا، معاقبة القضاة في بولندا بأنه «لم يعد تدخلًا موجهًا ضد خاروف أسود واحد، كالدول الأخرى العضو في الاتحاد الأوروبي، بل حالة قصف بساطي. ... ليس هذا إصلاحًا، بل تدمير». في أواخر شهر سبتمبر من عام 2020، طالب 38 أستاذًا جامعيًا أوروبيًا وأساتذة من دول أخرى رئيس المفوضية الأوروبية باتخاذ إجراء، وذكروا: 
تواصل السلطات البولندية بصورة علنية إساءة معاملة القضاة والنواب العامين الذين يسعون إلى الدفاع عن حكم القانون، ومضايقتهم وترهيبهم. إضافة إلى ذلك، تواصل السلطات البولندية التحدي العلني لسلطة محكمة العدل من خلال رفض تطبيق أحكامها. ... إن القضاة الذين يحاولون تطبيق قوانين الاتحاد الأوروبي يتعرضون للتهديد والعقاب في حين يكافأ القضاة الذين يتباهون بانتهاكاتهم للقانون الأوروبي. ... إن حكم القانون في بولندا لا يتعرض لهجوم فحسب، بل يتعرض لتدمير على مرأى من الجميع.

### رومانيا
اتهم الحزب الديمقراطي الاشتراكي مرارًا بالتسبب بالتدهور الديمقراطي في الوقت الذي حكم فيه رومانيا، وبدأ ذلك خلال ولاية رئيس الوزراء فيكتور بونتا، الذي قاد البلاد خلال الأزمة الدستورية الرومانية لعام 2012، حين تورط ذبعدة أفعال غير دستورية في محاولة لعزل الرئيس ترايان باسيسكو. تعرض سلوك بونتا لانتقادات من قبل الاتحاد الأوروبي والولايات المتحدة الأمريكية.
اتهم بونتا بتقييد تصويت الجالية الرومانية في الانتخابات الرئاسية لعام 2014، التي ترشح خلالها بونتا كمرشح رئاسي عن الحزب الديمقراطي الاشتراكي. بعد الانتخابات، التي خسرها بونتا، اتُهم حليفه، سيباستيان غيتا، بتقديم حوافز غير شرعية للمولدافيين الحاملين للجنسية الرومانية للتصويت لمصلحة بونتا. فر غيتا في النهاية من البلاد نحو صربيا، نظرًا إلى العلاقة الجيدة التي كانت تجمعه بالرئيس الصربي أليكساندر فوشيتش. غادر بونتا أيضًا رومانيا إلى صربيا منذ عام 2016 حتى عام 2018، ونال الجنسية الرومانية وشغل منصب مستشار لفوشيتش.
بعد مواجهة تهم بالفساد في عام 2015، رفض بونتا في البداية الاستقالة بصفته رئيسًا لوزراء رومانيا، الأمر الذي أحدث أزمة سياسية. بعد احتجاجات العام 2015 في رومانيا، استقال بونتا في النهاية في شهر نوفمبر من عام 2015.
في نهاية المطاف أدين زعيم الحزب الديمقراطي الاشتراكي ليفيو دراغنيا، الذي اتهم بتزوير الانتخابات خلال استفتاء عزل الرئيس الروماني في عام 2012. وأدين لاحقًا باستغلال منصبه في عام 2016، الأمر الذي حرمه من الترشح لمنصب رئيس الوزراء.
في عام 2017، أقرت حكومة الحزب الديمقراطي الاشتراكي برئاسة رئيس الوزراء تشريعًا جديدًا برفع سوء سلوك المسؤولين من قائمة الجرائم، الأمر الذي أدين من قبل الرئيس كلاوس لوهانيس ووصفه بأنه «يوم حداد على حكم القانون» في رومانيا. وأفضى التشريع إلى الاحتجاجات التي شهدتها رومانيا في عام 2017.